# فرنسیس فرنت‌هولد
فرنسیس سیسی فرنت‌هولد (انگلیسی: Frances Farenthold؛ (زادهٔ ۲ اکتبر ۱۹۲۶ – درگذشتهٔ ۲۶ سپتامبر ۲۰۲۱) آموزگار، وکیل، سیاستمدار، College Administrator، کنشگری اهل ایالات متحده آمریکا بود.
فرنسیس سیسی فرنت‌هولد در سال ۱۹۷۲ برای فرمانداری تگزاس کاندید شد. گلوریا استاینم رهبر فعالان حقوق زن او را کاندیدای معاون اولی جرج مک‌گاورن برای انتخابات ریاست‌جمهوری کرد اما حزب دموکرات دست رد به سینه او زد و به کاندیداتوری توماس ایگلتون سناتور میسوری برای معاونت ریاست‌جمهوری جورج مک‌گاورن کاندیدای این حزب رای داد.